# Arena Riga
L'Arena Riga (en letó: Arēna Rīga) és un pavelló esportiu localitzat a Riga, Letònia. S'utilitza sobretot per a hoquei gel, el bàsquet i per a concerts.
L'Arena Riga té una capacitat màxima de 14.500 persones i es va acabar el 2006. Va ser construït per ser utilitzat com una de les seus del Campionat del Món d'hoquei gel masculí de 2006, essent l'altra seu el Skonto Hall.